# Radio Wrocław

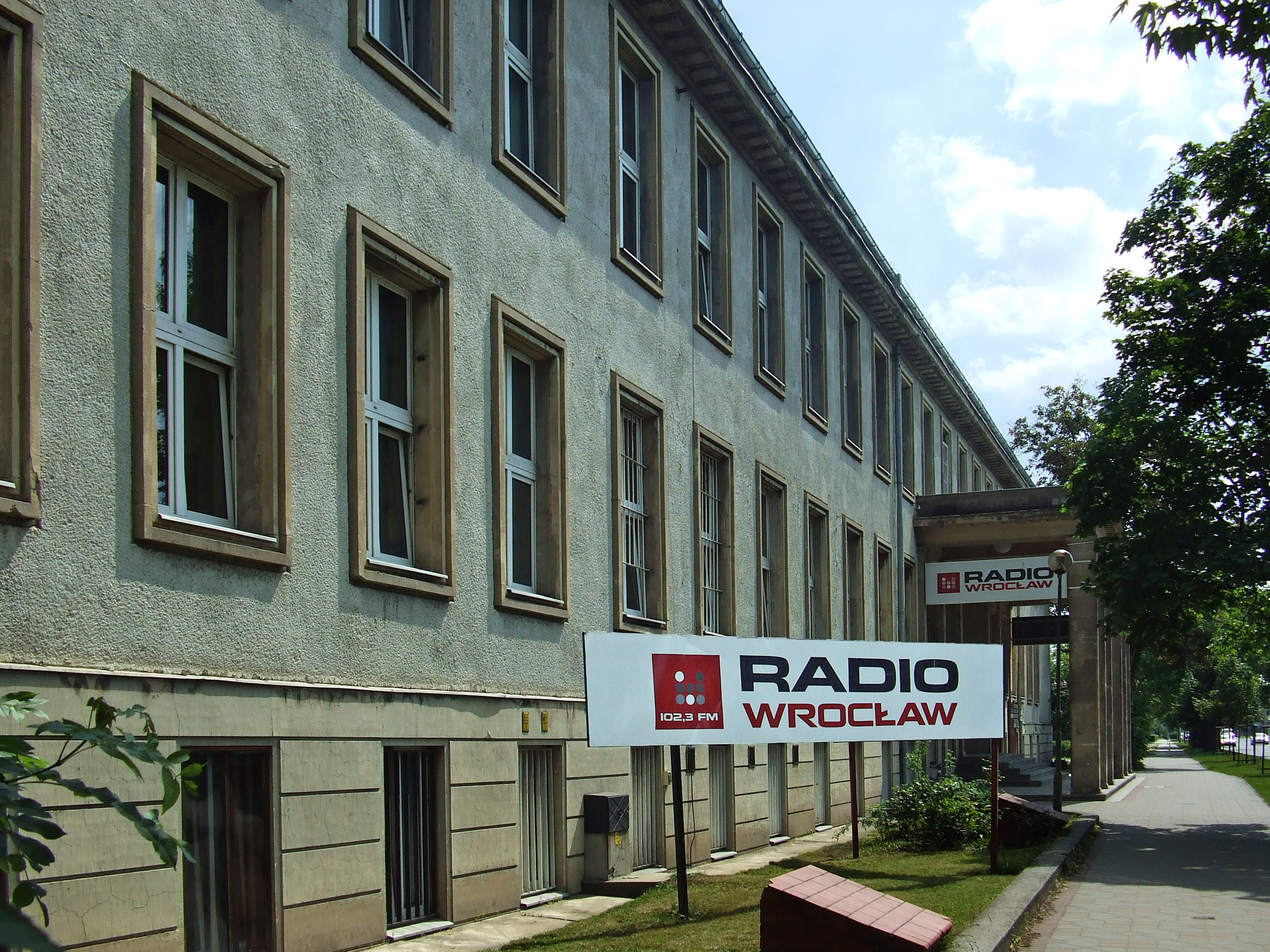
Gebäude von Radio Wrocław

Radio Wrocław (vormals offiziell Polskie Radio Wrocław) ist einer von 17 unabhängigen öffentlichen Sendern des Polnischen Rundfunks, der regionale Sendungen für Niederschlesien ausstrahlt. Sitz ist das ehemalige Funkhaus der Schlesischen Funkstunde in Breslau (Wrocław).

## Frequenzen
Radio Wrocław sendet auf sieben analogen und einer digitalen Frequenz.

### Analog
- 89,00 MHz – Bogatynia (1 kW Sendeleistung)
- 95,50 MHz – Wałbrzych (5 kW)
- 96,00 MHz – Kłodzko (10 kW)
- 96,70 MHz – Jelenia Góra (10 kW)
- 98,00 MHz – Kudowa-Zdrój (0,1 kW)
- 102,30 MHz – Wrocław (120 kW)
- 103,60 MHz – Lubań (60 kW)

### Digital
Seit 2014 ist Radio Wrocław in DAB+ im Multiplex des Polnischen Rundfunks zusammen mit Radio Wrocław Kultura unter folgender Frequenz zu empfangen:
- Block 5B, 225,648 MHz – Wrocław